# Елі Коен (політик)
Елі Коен (івр. אֵלִי כֹּהֵן; нар. 3 жовтня 1972) — ізраїльський політик. Зараз він є членом Кнесету від партії Лікуд. 29 грудня 2022 року був призначений міністром закордонних справ прем’єр-міністром Біньяміном Нетаньягу. З січня 2024 року очолює Міністерство енергетики та інфраструктури Ізраїлю. Раніше Коен обіймав посаду міністра розвідки і атомної енергії Ізраїлю (2020—2021), міністра економіки і промисловості, та був членом Кабінету безпеки Ізраїлю.

## Життєпис
У 2000 році почав працювати в бухгалтерській фірмі «BDO Ziv Haft» на посаді начальника економічного відділу. У 2003 році він приєднався до рейтингової компанії «Maalot S&P» і очолив один з відділів корпорації. У 2007 році він був призначений старшим віце-президентом компанії «Israel Land Development Company».